# サウスゲートビルディング

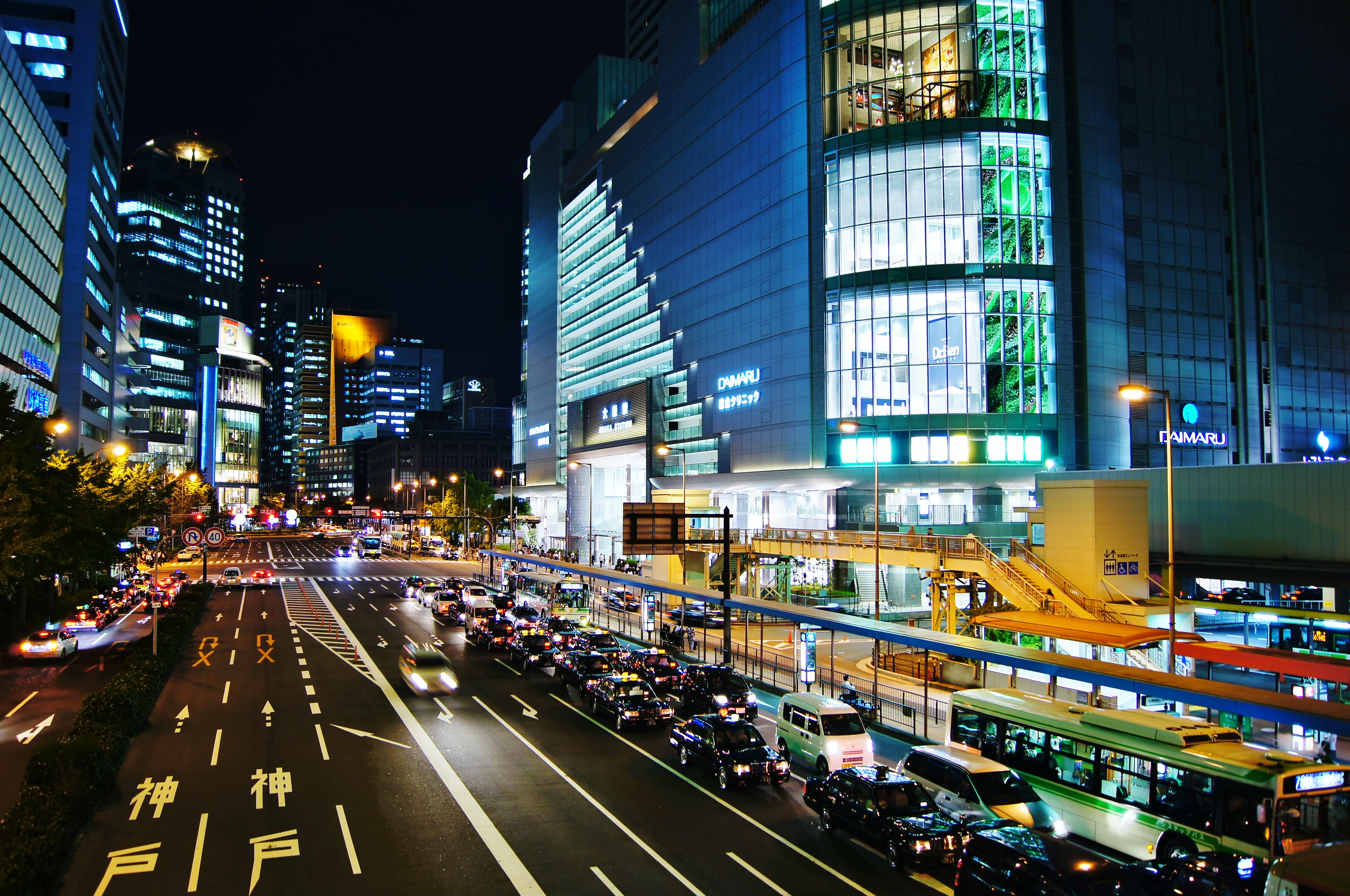
夜のサウスゲートビルディング（右側）

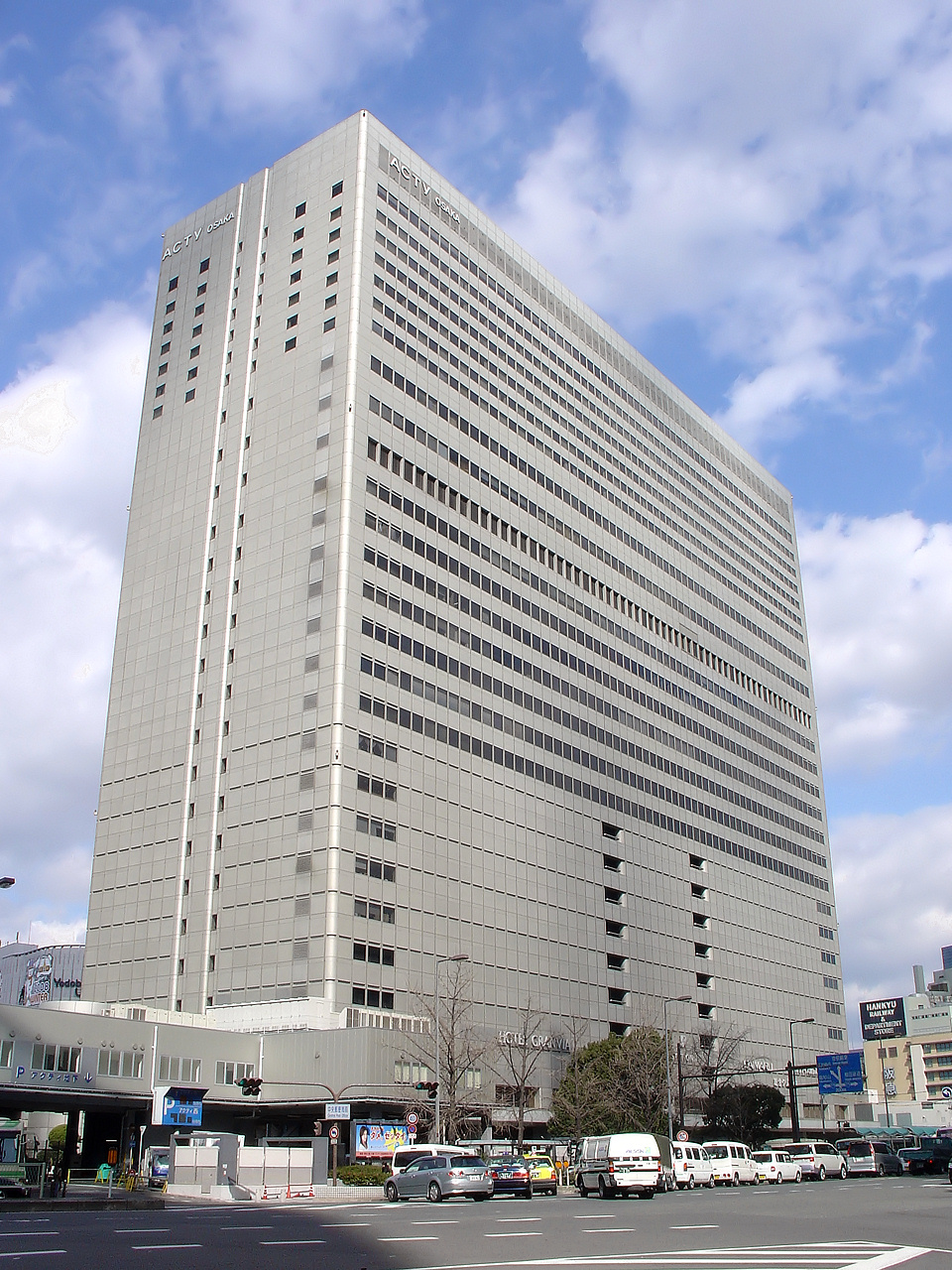
「アクティ大阪」時代の外観

サウスゲートビルディング (SOUTH GATE BUILDING) は、大阪府大阪市北区梅田に所在する大阪駅南側の駅ビル・超高層ビルである。JR大阪駅に直結している。正式名称は大阪ターミナルビル（おおさかターミナルビル）で、JR西日本ステーションシティ株式会社がこれを管理・運営する。ノースゲートビルディングなどとともに巨大複合商業施設であり世界最大級の駅ビルである大阪ステーションシティを構成している。

## 概要
百貨店やシティホテルなどで構成される複合商業施設である。旧愛称は「アクティ大阪」(ACTY OSAKA)。1980年代初頭、大阪駅の再開発・拡充工事に伴い、中央口南側（阪神電気鉄道梅田駅がそばにある）に高さ122.3 m、地上27階、地下4階、総合面積にして138,537 m2の巨大なビルを建設し、1983年4月27日に開業した。同ビルには百貨店の大丸梅田店（地下2 - 15階）とJR西日本ホテルズが運営するホテルグランヴィア大阪（1・19 - 26階・旧大阪ターミナルホテル）が出店。またレストラン街や最上階（27階）の展望フロア、クリニック、地下駐車場を併設し、一つの街という印象を持たせて建設されたという。
その後、大阪ステーションシティを含む「大阪駅開発プロジェクト」の一環で、既存のビル（27階建て・高さ122.3m）の南側に隣接する形で地上15階建て・高さ約70mのビルを増築し、2011年3月16日に開業、同時にビルの愛称を「サウスゲートビルディング」へ変更した。
増築後には、核テナントの大丸の売り場面積は、増築前の面積約40,000 m2の1.6倍に当たる約64,000 m2に増床し、「ポケモンセンター」（2010年11月26日に先行開店）や「東急ハンズ」「ユニクロ」が出店し、既存部分を含めた大丸梅田店の全館グランドオープンが2011年4月19日に行われた。
新たに設置された橋上駅舎には3・4・6階からつながり、南側には「南ゲート広場」、15 - 17階には「太陽の広場」が設けられた。また、合わせて既存部の16階以上の高層階でも一部で改装が行われている。16階のレストランフロア「カジュアルダイニング」は、2011年2月19日に「うまいものプラザ」としてリニューアル開業した。27階のスカイレストランと展望ロビーは同年2月28日で閉鎖され、翌2012年4月17日にホテルグランヴィア大阪のエグゼクティブフロアとしてオープンした。

## 主な入居施設
- 大丸梅田店（アクティ大阪時代から継続営業）
  - ハンズ（ハンズカフェ併設）
  - Nintendo OSAKA
  - ポケモンセンターオーサカ（ポケットモンスターのオフィシャルショップ）
  - トミカショップ
  - 大丸ミュージアム梅田
  - 大丸エキウエダイニング 美食区
- ホテルグランヴィア大阪
  - ホテルグランヴィア大阪レストランフロア
- イチロクグルメ（旧:うまいものプラザ）
- 総合クリニック（旧:アクティ大阪総合クリニック）

### 大丸梅田店
サウスゲートビルディングの核テナント。サウスゲートビルディングの地下2階 - 15階に入居しており、増築部にも出店している。これにより、同店の売場面積は約40,000m2から約64000m2へと大幅に増床されている。J.フロント リテイリングが進める「新百貨店モデル」の集大成となり、「ポケモンセンターオーサカ」「トミカショップ」（いずれも2010年11月26日に先行開店）のほか、「東急ハンズ」や「Nintendo OSAKA」などの大型テナントも出店している。増築部は2011年3月2日の7階部分から順次開業し、同年3月16日に東急ハンズを除いた増床部が全面開業、そして同年4月19日に東急ハンズを含む全館がグランドオープンした。

### ホテルグランヴィア大阪
サウスゲートビルディングの19 - 27階に入居しているJR西日本グループのシティホテルである。
アクティ大阪時代に存在した27階の「アクティ大阪 スカイレストラン・展望ロビー」は、翌2012年4月17日に当ホテルのエグゼクティブフロア「グランヴィアフロア」としてオープンした。

## フロア構成
| 階         | 増床部                           | 旧アクティ大阪部                                |
| ---------- | -------------------------------- | ----------------------------------------------- |
| 20 - 27階  | -                                | ホテルグランヴィア大阪                          |
| 19階       | -                                | ホテルグランヴィア大阪 （フロント・レストラン） |
| 18階       | -                                | （機械室フロア）                                |
| 17階       | 太陽の広場                       | 総合クリニック                                  |
| 16階       | 太陽の広場                       | イチロクグルメ                                  |
| 15階       | 太陽の広場                       | 大丸梅田店                                      |
| 14階       | 大丸エキウエダイニング 美食区    | 大丸エキウエダイニング 美食区                   |
| 2 - 13階   | 大丸梅田店                       | 大丸梅田店                                      |
| 1階        | 南ゲート広場                     | 大丸梅田店                                      |
| 1階        | 南ゲート広場                     | ホテルグランヴィア大阪 （カフェ）               |
| 地下1・2階 | 大丸梅田店「ごちそうパラダイス」 | 大丸梅田店「ごちそうパラダイス」                |
| 地下3・4階 | 地下駐車場                       | 地下駐車場                                      |

## その他
- 2007年9月20日に、来館者が7億人を突破した[10]。
- 当ビルの両端でバスターミナル・タクシー乗車場の整備、及び当ビル2階と梅田新歩道橋とを結ぶ歩道橋の建設が進められ、2016年秋に完成した[11]。